# Chamaeleo ntunte
Chamaeleo ntunte är en ödleart som beskrevs av  Petr Necas MODRY och SLAPETA 2005. Chamaeleo ntunte ingår i släktet Chamaeleo och familjen kameleonter. Inga underarter finns listade i Catalogue of Life.